# Lugares de la Constitución de 1812
El sitio histórico lugares de la Constitución de 1812 es un conjunto de escenarios y manifestaciones patrimoniales, testigo de la efervescencia política y bélica del momento, que está constituido por el sistema defensivo, consistente en baluartes, baterías, arsenales y la barrera natural de la misma Bahía de Cádiz, los caños y las marismas, así como por la serie de edificios y espacios, tanto religiosos como civiles, de carácter administrativo, legislativo, residencial, de ocio o conmemorativos, y por el ingente patrimonio mueble y documental de los fondos museísticos, archivísticos y bibliográficos relacionados con los acontecimientos históricos.
Se localiza en los términos municipales de Cádiz, Chiclana de la Frontera, Puerto Real, El Puerto de Santa María y San Fernando, además de los documentos relacionados con la Constitución de 1812, pertenecientes al Archivo de la Fundación Casa Medina Sidonia de Sanlúcar de Barrameda, en la provincia de Cádiz.

## Descripción general del Bien

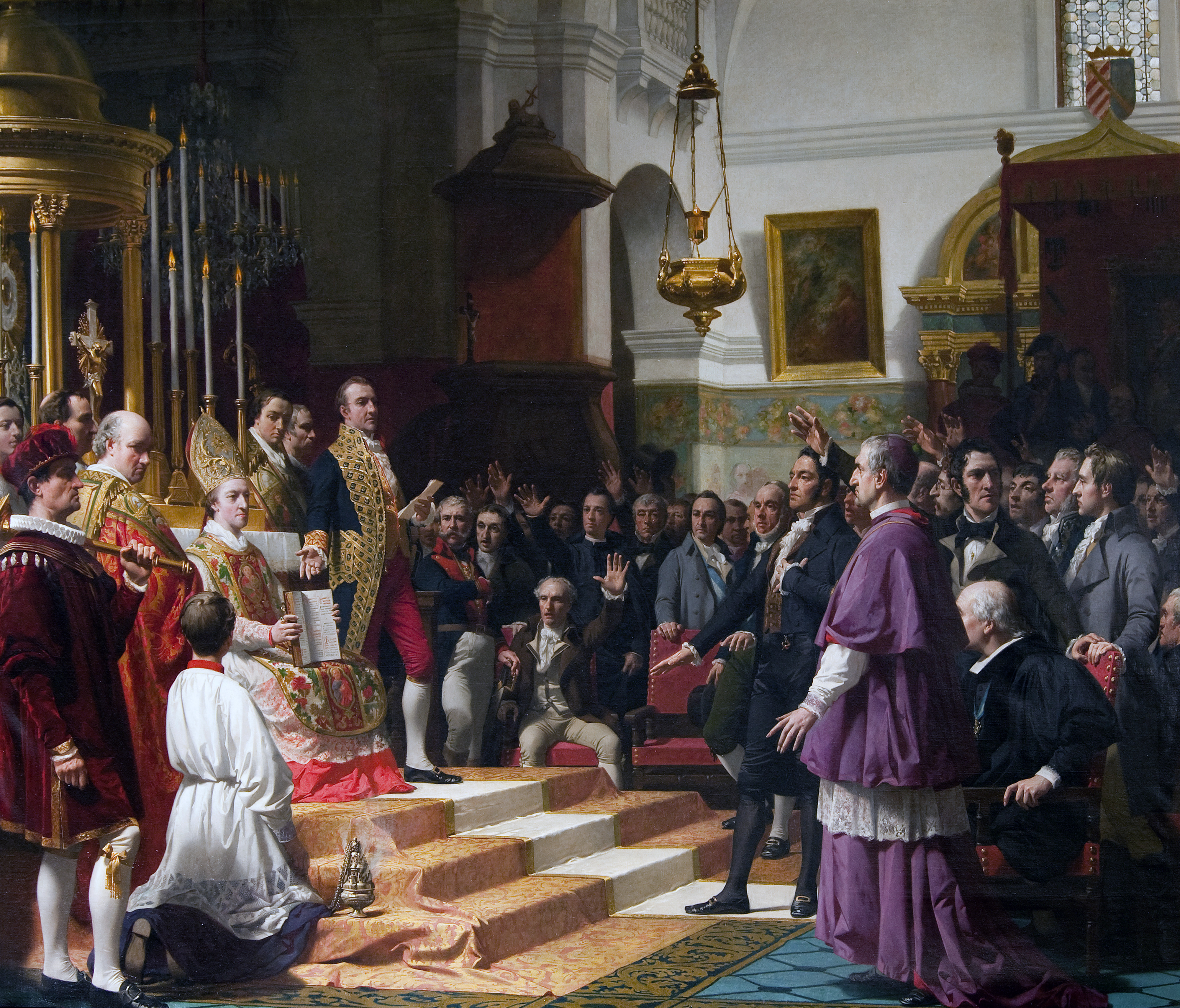
Juramento de los Diputados a Cortes, de José María Casado del Alisal.

Los precedentes del proceso constitucional de 1810 a 1812 fueron la invasión napoleónica, la imposición del monarca José Bonaparte y las luchas intestinas entre el rey legítimo Carlos IV y su hijo Fernando VII, situación que provocó la sublevación del pueblo madrileño y de otras ciudades españolas: El 2 de Mayo de 1808. Tras la victoria de la batalla de Bailén, el imperio francés envió grandes refuerzos de tropas a España y derrotó a las tropas españolas, obligando a replegarse al gobierno de la nación a Cádiz, la ciudad mejor preparada, por su situación geográfica, para resistir un largo asedio o, en un momento dado, poder huir hacia América.
Los fracasos de la Junta Central Suprema, que desempeñaba la regencia del monarca, llevaron a convocar cortes y traspasar el poder. Estas contarían con participantes de América y de la península ibérica, cada persona era responsable de su voto, siendo elegidas, muchas, por sufragio (sin representación estamental), entre burgueses, aristócratas y clérigos. Dicha cortes proclamaron por primera vez el principio de soberanía nacional frente a la carta magna napoleónica. En el perímetro delimitado del Sitio Histórico se conservan aún los edificios civiles y religiosos, así como los espacios públicos, por los que discurrieron las procesiones civiles que celebraron la proclamación y juramento de las cortes en San Fernando el 24 de septiembre de 1810 y, la proclamación y juramento de la constitución, el 19 de marzo de 1812, en Cádiz. Hitos históricos que se festejaron con gran algarabía popular y solemnidad.
La obra constitucional pudo sostenerse porque Cádiz resistió el embate de las fuerzas francesas. Los ejércitos napoleónicos encontraron en Cádiz una fortaleza flotante infranqueable que les desafiaba en pleno Atlántico, pues todos sus flancos se hallaban protegidos y defendidos por castillos y baluartes, la mayoría del siglo XVII y XVIII, que aún sobreviven hoy día, dibujando un paisaje cultural que permite evocar la ciudad de hace dos siglos. A esta arquitectura defensiva se suman el gran bastión natural de la Bahía de Cádiz y la marisma cenagosa y embrollada de San Fernando, Puerto Real y Chiclana de la Frontera.
La efervescencia política en Cádiz va asociada a un ambiente próspero y cosmopolita, propiciado por el comercio con las Indias y el numeroso grupo de hispanoamericanos que formaban parte de las Cortes, las abundantes imprentas, las bibliotecas particulares, la Facultad de Medicina, la Academia de Bellas Artes y el puerto marítimo abierto al Atlántico. Era una ciudad comercial, moderna, de ambiente neoclásico y prerromántico, con nivel cultural, en la cual destacaron y adquirieron protagonismo mujeres que representaban a la mujer gaditana cultivada, y que lideraron famosas y populosas tertulias, políticas y literarias, ubicadas en espacios domésticos y privados, muchos de ellos edificados durante el siglo XVIII. Gran parte de esta arquitectura civil de la época se conserva hoy día, como, por ejemplo, la casa de la tertulia de Frasquita Larrea y la de Margarita López, así como la Casa de las Cuatro Torres.
El nuevo aparato del Estado generó, en el ejercicio de sus funciones, una infinidad de documentos de gran valor patrimonial, al igual que aquellas otras entidades tradicionales que continuaron actuando en la compleja coyuntura abierta en 1808. En líneas generales esa nueva configuración institucional vendría a alterar y fracturar el modelo precedente y provocaría resistencias ante los cambios. Fenómeno que ha quedado recogido en los archivos y centros de documentación que custodian este monumental patrimonio.
Ante el protagonismo que alcanzaba por entonces la opinión pública, bajo el amparo de un clima de mayor aperturismo expresado fundamentalmente a través de la imprenta, se fue generando un ingente patrimonio bibliográfico y documental, de carácter unitario o seriado según los casos, que se ha mantenido en lugares muy variados. Una muestra muy significativa de este conjunto, numeroso pero suficientemente identificado, se encuentra en distintas instituciones, ubicadas, principalmente, en Cádiz y San Fernando.
Esta producción impresa recoge las propuestas reformistas y rupturistas del aquel proceso político, además de polémicas como la establecida con la monarquía y sus derechos sucesorios, o los acuerdos en el ámbito de lo público y los sucesos militares. Prueba de ello son los cruces de escritos entre militares o de éstos con civiles, que expresan las controversias y reflexiones en torno al fenómeno bélico. Los aspectos económicos, también ocupan un espacio destacado dentro de este conjunto patrimonial bibliográfico y documental. Antes incluso de decretarse por las cortes la libertad de imprenta, en noviembre de 1810, comienzan a ver la luz una importante cantidad de publicaciones y periódicos de todo signo ideológico, que transforman a Cádiz en la cuna del periodismo político español.
Además, dada la implicación en el desarrollo constitucional y el carácter de la población gaditana, los acontecimientos parieron lugar a numerosas letrillas, coplas y poemas que conformarán todo un compendio de patrimonio oral y escrito, muestra fehaciente de la libertad de expresión de ideas y opiniones, en una ciudad asediada, y a pesar de ello, con una intensa actividad teatral. Se representan numerosas comedias, sainetes y dramas épicos, intrínsecamente relacionados con los coetáneos avatares y la Constitución. Aunque no todas las personas sabían leer y escribir, el pueblo llano supo fehacientemente el significado de la Constitución gracias a una sabia conciencia e instinto colectivos y al adoctrinamiento que ejerció el teatro. El espíritu doceañista reverberaba en letras recitadas y cantadas, algunas de las cuales perduran en la memoria oral. De este legado existe constancia actualmente en los fondos del Archivo Histórico Provincial de Cádiz, en el Archivo Municipal de San Fernando, o en el Archivo de la Fundación Federico Joly, de Cádiz, entre otros, quedando todo vinculado al Sitio Histórico.
La producción artística en las fechas de la Guerra de la Independencia, será bastante escasa dadas las condiciones generales y el ambiente bélico, aunque se ha constatado la existencia de una copia de la serie de grabados del genial pintor Goya, titulada «Los Desastres de la Guerra», que tienen la consideración de ser los primeros reportajes gráficos de España, en la Biblioteca de Temas Gaditanos de Cádiz.
Sin embargo, una vez finalizado el periodo pre-constitucional, la producción artística, con el eje temático de las Cortes de Cádiz, se prolonga durante todo el siglo XIX y desemboca en la celebración del Centenario y la inauguración del Monumento a las Cortes en 1929. En el contexto decimonónico y corriente pictórica historicista romántica, aparecen en Cádiz dos grandes pintores, maestro y alumno, que plasman dos momentos importantes de las sesiones de cortes: Ramón Rodríguez Barcaza (1827-1892) y Salvador Viniegra y Lasso de la Vega (1862-1915). Este patrimonio mueble-documental y artístico obra en el Museo Iconográfico de las Cortes y Sitio de Cádiz en Cádiz.
Los hechos históricos de referencia han marcado a las poblaciones de Cádiz y San Fernando, que, conscientes de la trascendencia de aquel período histórico, han llevado y llevan con orgullo esa memoria y legado, rememorándolo, con motivo de la efemérides del centenario, con la construcción del Monumento a las Cortes de 1812, uno de los hitos más representativos de la capital gaditana. Este primer centenario dio lugar, igualmente, a otra serie de bienes patrimoniales de los que también se recoge una muestra: se trata de referencias a concursos literarios, carteles, placas conmemorativas y otros testimonios de conmemoraciones menores que han surgido en el transcurso de los dos últimos siglos.

## Relación de bienes que integran el Sitio Histórico

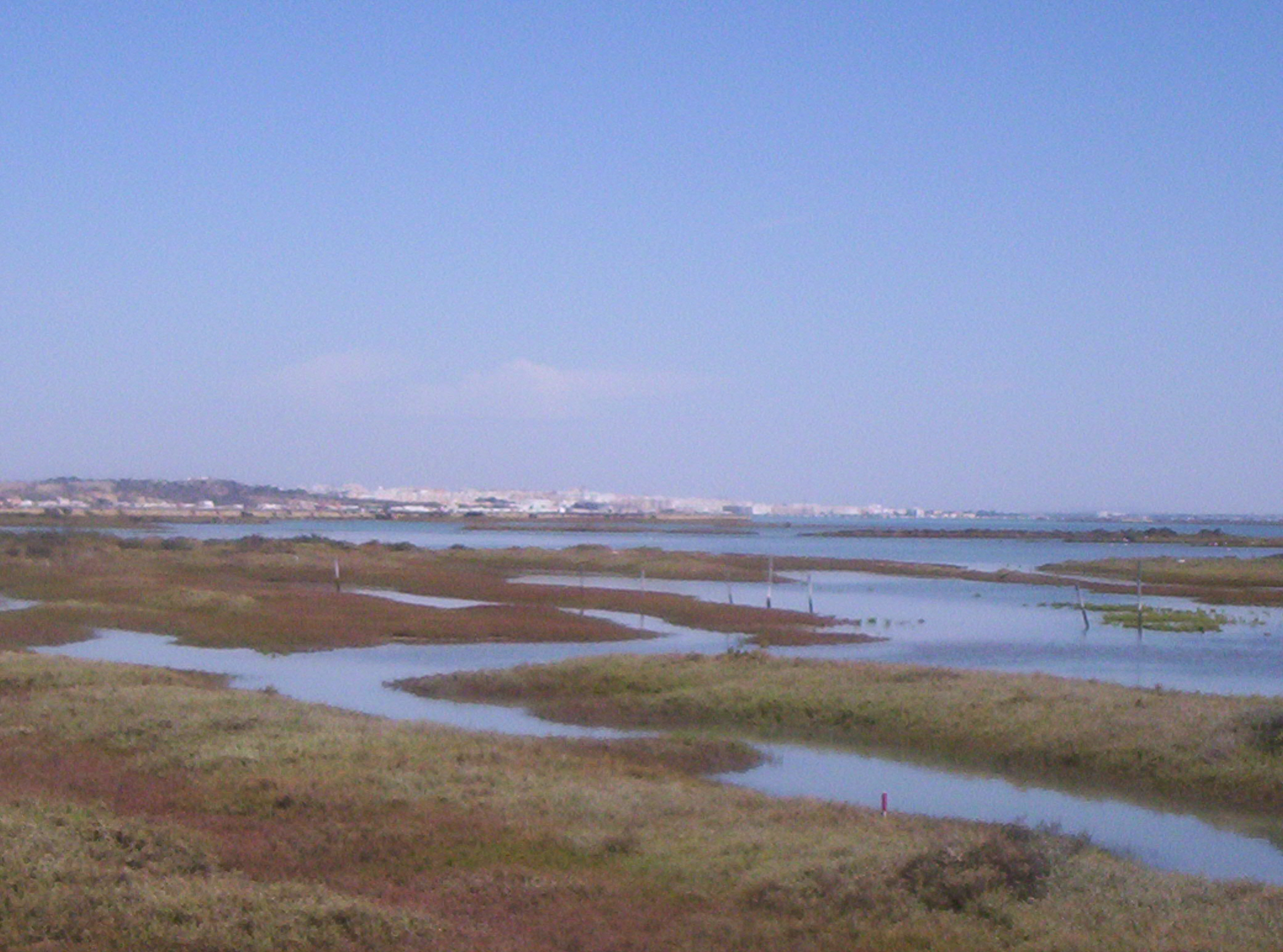
Caño de Sancti Petri desde Chiclana con San Fernando al fondo.

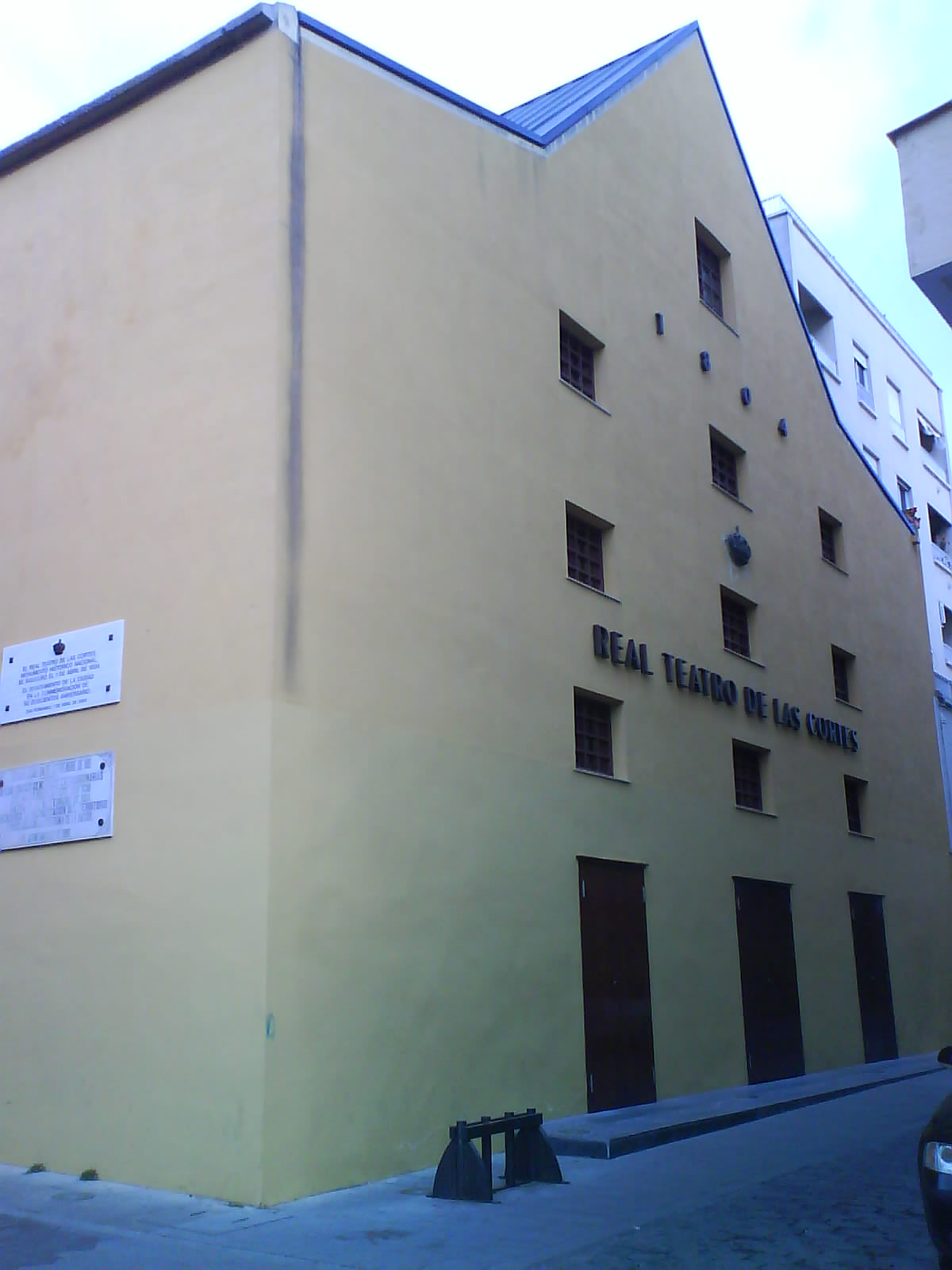
Real Teatro de las Cortes, en su interior se reunieron, entre el 24 de septiembre de 1810 hasta 20 de febrero de 1811, los diputados que redactaron la Constitución española de 1812.

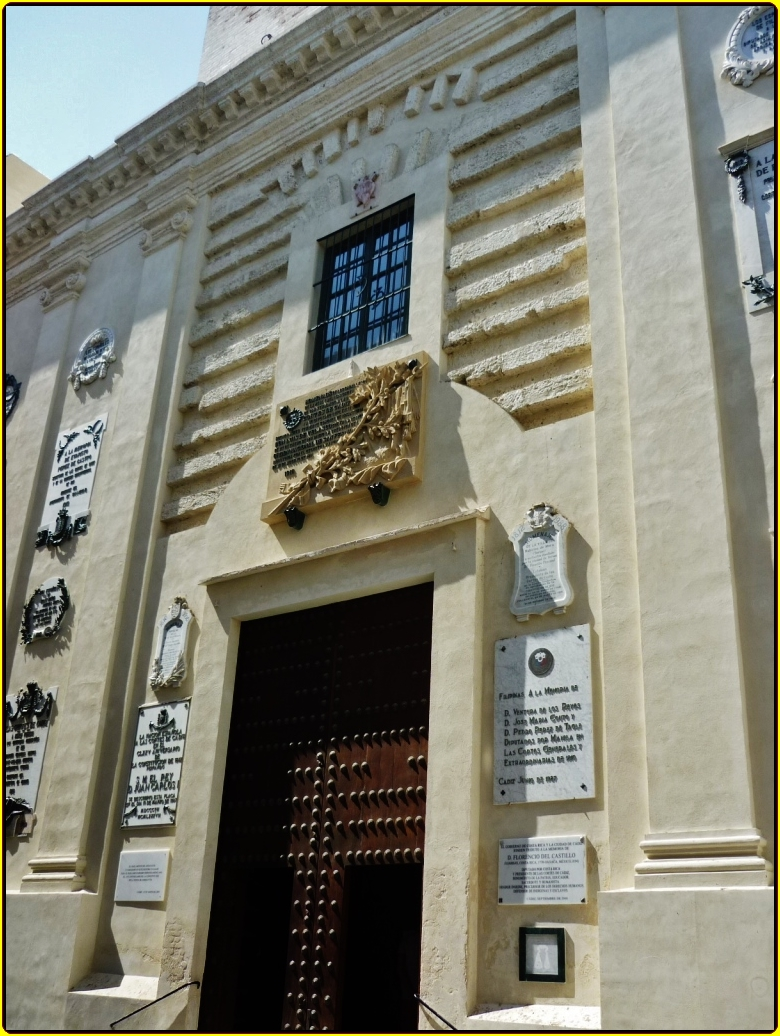
Oratorio de San Felipe Neri (Cádiz) las lápidas conmemoran el centenario de las Cortes de Cádiz que reunierón a partir del 20 de febrero de 1811 a los diputados y culmirarón aquí la Constitución de 1812.

### Zona defensiva natural

#### Espacio defensivo natural de la Bahía de Cádiz
La Bahía de Cádiz fue el escenario de la primera batalla de la Guerra de Independencia entre ejércitos profesionales, cuando la armada del Almirante Rosilly fue obligada a rendirse tras cinco días de conflicto. Posteriormente perjudicaría a los sitiadores franceses, que no podrían atravesarla, y beneficiaría a los defensores, que podían utilizarla como puerto seguro para los barcos que traían personalidades y provisiones. Se trata de un entrante de mar junto a la costa gaditana, que engloba a los municipios de Cádiz, Puerto Real y San Fernando. La zona que se protege corresponde con las costas interiores de Puerto Real, San Fernando y Cádiz, estableciéndose como límite la línea imaginaria que une Matagorda (Puerto Real) y el Puntal (Cádiz).

#### Espacio defensivo natural de caños y marismas
Aunque los franceses contaban con mejor equipo, mayor número de hombres y mucha más experiencia, al llegar a la Isla de León, actual San Fernando, encontraron la localidad protegida por una serie de caños y marismas que obligaban a tomar como única vía de acceso el puente Zuazo. Allí pudieron concentrar sus limitados recursos los defensores, obligando así a los franceses a imponer un largo e ineficaz asedio. La zona está conformada por el Caño de Sancti Petri, que conecta la Bahía de Cádiz con el Océano Atlántico a través de tierra, además de por la zona de marismas que rodea a la actual ciudad de San Fernando: marismas de San Fernando, Puerto Real y Chiclana de la Frontera. Fue lugar de enfrentamientos cuerpo a cuerpo.

#### Arquitectura defensiva

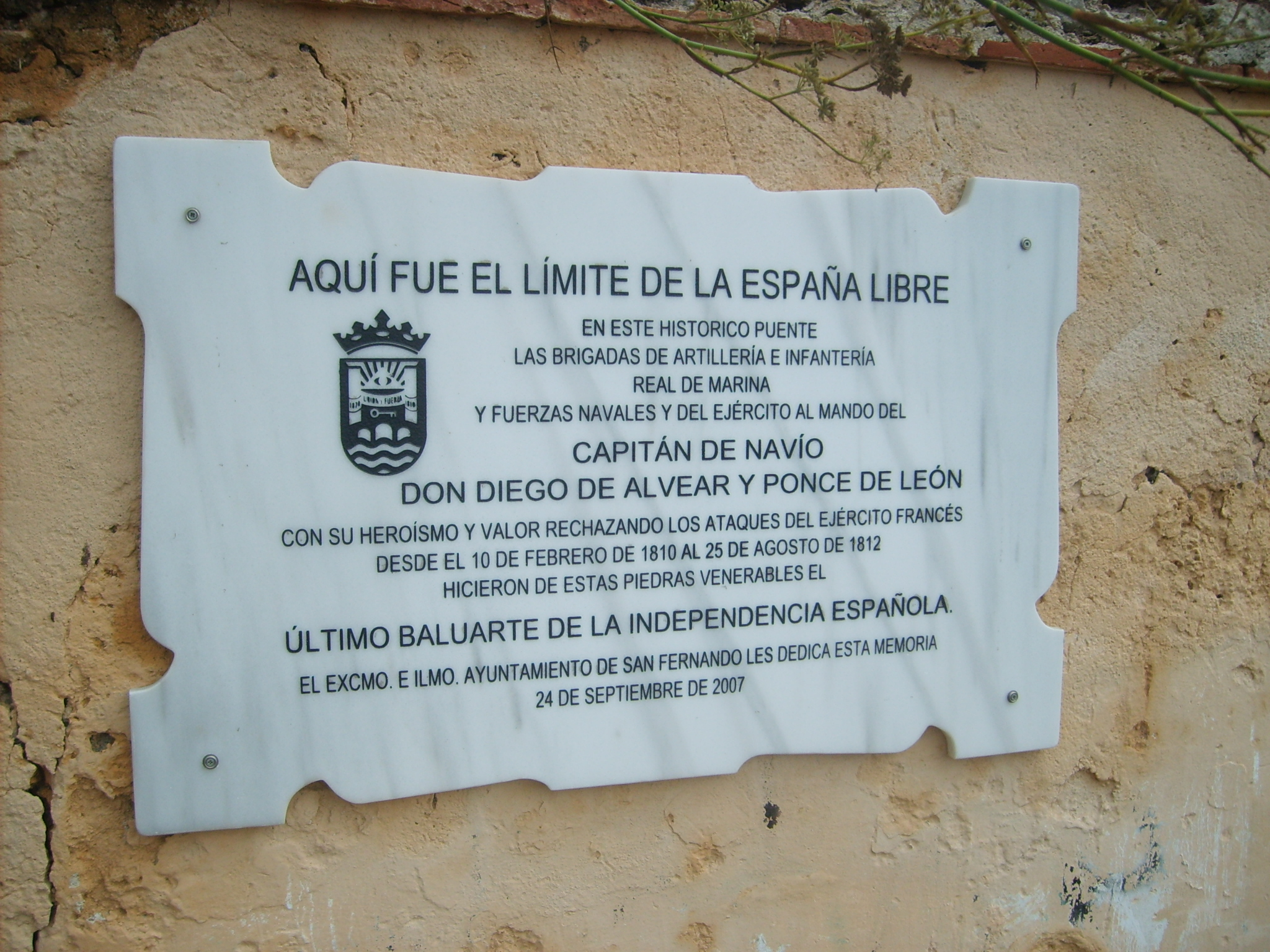
Placa conmemorativa del puente Zuazo.

- Puente Zuazo: el Puente Zuazo era la única conexión terrestre por la que un ejército podía penetrar en San Fernando, y por ende avanzar hacia Cádiz. El intento francés de hacerse con el puente resultó un fracaso, puesto que éste se hallaba fuertemente defendido por una serie de baterías y un baluarte que hacían muy difíciles el avance enemigo. El origen del Puente Zuazo era un acueducto romano que atravesaba el río Sancti Petri, habiendo vivido numerosas reconstrucciones debido al paso del tiempo, a los ataques ingleses y a la invasión napoleónica.

- Baluarte de Zuazo: fue levantado en tiempos de Felipe II como puerta de entrada y salida de la Isla de León. Su principal misión era defender el puente de ataques provenientes de embarcaciones que pudiesen surcar las aguas del vecino caño. Fue fortificándose a lo largo de los siglos XVII y XVIII.

- Batería de Alburquerque: está levantada al lado este del Puente Zuazo a lo largo de los siglos XVII-XVIII.

- Batería de El Ángulo: se sitúa en una de las posiciones levantadas a lo largo del siglo XVII, tomaría su nombre de su ubicación, ya que servía como límite izquierdo de la línea defensiva, amoldándose en forma de ángulo al parapeto defensivo que lo circunda.

- Batería de San Felipe: fue construida a lo largo del siglo XVIII, protegía el lado este del puente Zuazo y cubría la zona comprendida entre el baluarte de San Pedro y el propio Caño de Sancti Petri.

- Batería de San Pablo: se trata de una construcción idéntica a la Batería de San Pedro y cubría el flanco izquierdo de la cabecera del Puente Zuazo.

- Batería de San Pedro: es una construcción idéntica a la Batería de San Pablo y que cubría el flanco izquierdo de la cabecera del Puente Zuazo.

- Batería de Santiago: fue construida a lo largo del siglo XVIII, siendo un apoyo a las defensas del Puente Zuazo.

### San Fernando

#### Arquitectura defensiva
- Arsenal de La Carraca : supuso un frente defensivo de contención en la Guerra de la Independencia, convirtiéndose en todo un símbolo para la ciudad de San Fernando. Se levantó en el siglo XVIII, contando con almacenes, una teneduría, obradores, residencias, tres diques de carenar en seco, el Penal de las Cuatro Torres, el Cuartel de Batallones, la Fábrica de Jarcias y Lonas, el Parque de Artillería, la fábrica de la Portada del Almacén General, la Capilla de Nuestra Señora del Rosario y la Puerta de Tierra.

- Campo de La Constitución: fue un importante punto de comunicación militar y además en este campo, que hoy es el Parque del Barrero, y que está en el entorno localizado a la espalda del Real Observatorio Astronómico de Marina, se juró el texto constitucional ante las autoridades civiles y militares el 29 de marzo de 1812.

- Estado Mayor Inglés: sirvió al apoyo militar y logístico a las fuerzas británicas y a Cádiz. El país aliado tenía intereses políticos en Cádiz por su cercanía a Portugal y a Gibraltar. Este edificio les fue prestado en calidad de Estado Mayor, donde se ubicaron las oficinas de los oficiales. Es un inmueble de viviendas típico del siglo XVIII, con una fachada barroca y un amplio patio interior.

#### Edificios y lugares asociados a la constitución de 1812

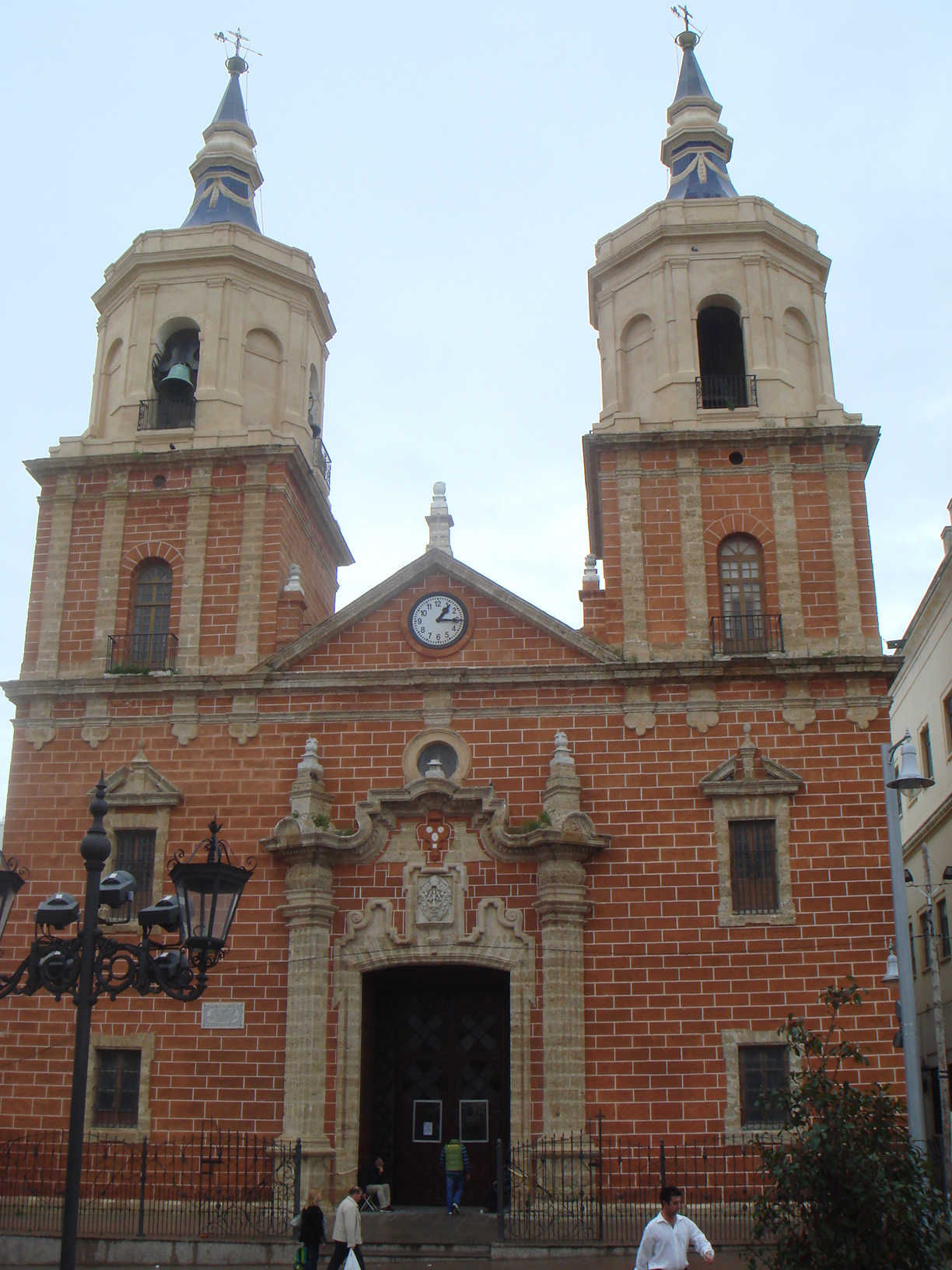
Iglesia de San Pedro y San Pablo, en San Fernando.

- Real Teatro de las Cortes: fue el lugar elegido para la celebración de las Cortes Extraordinarias, que dieron comienzo el 24 de septiembre de 1810. Estuvo en uso con tal fin hasta el 20 de febrero de 1811, momento del traslado de las mismas a la ciudad de Cádiz. El edificio presenta planta rectangular muy alargada, y en el interior una sala la planta es elíptica longitudinal truncada con dos centros. Dicha forma tiene un carácter simbólico, siendo una de las razones por las que se deciden a celebrar las sesiones allí.

- Iglesia de Nuestra Señora del Carmen: allí se reunirán las cortes brevemente en 1813, antes de ser trasladadas definitivamente a Madrid. Se trata de una iglesia de cruz latina, y plena de elementos típicos del arte barroco. La fachada principal de la iglesia presenta gran sobriedad y la armonía simétrica de la fachada se rompe con el pequeño campanario que se eleva en la parte izquierda de la misma.

- Colegio de la Compañía de María: allí se emplazó el Consejo de la Regencia (el poder ejecutivo) en el año 1810, tras la disolución de la Junta Central Suprema. Se trata de un edificio construido en 1760, y en su planta destacan los cuatro claustros que la componen, así como el gran espacio que ocupa todo el conjunto. El colegio además dispone de una iglesia barroca en planta de salón. Prácticamente mantiene la misma estructura y las formas de principios de siglo XIX.

- Ayuntamiento de San Fernando: en él se dieron cita los diputados el día en que se iniciaron las sesiones de las cortes, y en su salón se ensayó el juramento que posteriormente se haría en la Iglesia Mayor. Realizado en estilo neoclásico, y con piedra ostionera. La obra comenzó en 1783. El edificio presenta las características propias del estilo neoclásico: Vanos adintelados con frontones curvos, pilastras gigantes adosadas de orden corintio y una enorme balconada con balaustrada volada que descansa sobre ménsulas.

- Iglesia Mayor de San Pedro y San Pablo: en ella se celebró un solemne Te Deum, durante el cual los diputados juraron sus cargos, para después dar inicio a la primera sesión de cortes. Se trata de una obra tardobarroca de mediados del XVIII, aunque el remate de las torres es de estilo neoclásico, conjugando todo el edificio ambos estilos. El interior presenta tres naves, con cúpula sobre pechinas en el crucero y bóvedas vaídas sobre arcos fajones. Presenta cuatro campanas con los nombres de los Cuatro Evangelios.

- Plaza del Rey: conocida actualmente como Plaza de España, era la plaza de armas. Además en ella se proclamó la Constitución con el clamor popular. Es una plaza de planta rectangular de grandes dimensiones, presidida por el imponente ayuntamiento de San Fernando. Dicha plaza desemboca en la Calle Real.

- Calle Real: era la calle principal del pueblo y la más propicia para el encuentro y las relaciones sociales. Destaca porque formó parte del recorrido en procesión de la primera jornada de cortes. Se trata de la arteria principal del actual San Fernando, que recorre el casco histórico de la ciudad de NE-SO, y donde se encuentran la mayor parte de los monumentos referentes a este sitio histórico.

#### Itinerarios de la Procesiones Cívicas del 24 de septiembre de 1810
El 24 de septiembre de 1810, se abren las primeras cortes de España en la aún llamada Isla de León. El acto político fue inaugurado con ceremonias y procesiones cívicas que lo revistieron de solemnidad. El pueblo participó vitoreando, amén de las salvas de ejército.
- Primera procesión cívica: A las nueve y media de la mañana, una vez acordada la fórmula del juramento, regentes y diputados parten desde las Casas Consistoriales, convertidas en Real Palacio de la Regencia. Escoltados por las tropas cruzan la plaza del Rey y recorren la Calle Real. A su paso, son aclamados por el pueblo, que exaltado, irrumpe en vítores, y adereza el recorrido con poemas cantados, flores arrojadas desde los balcones, etc. Amén de las salvas de la artillería. Llegan a la Iglesia Mayor de San Pedro y San Pablo.

- Segunda procesión cívica: tras el acto religioso en la Iglesia Mayor -lectura del evangelio, exhortación por el obispo, pronunciamiento del juramento por parte de los diputados, entonación del Veni Sancte Spiritus y Te Deum-, regentes y diputados parten hacia el Teatro de las Cortes, donde se celebrará la primera sesión. Salen de la iglesia y circundan la plaza de la Iglesia, recorren el tramo de la calle Real hasta desembocar en la calle General Serrano y enfilan esta hasta llegar al Teatro de Comedias donde se localizaban las cortes.

### Cádiz

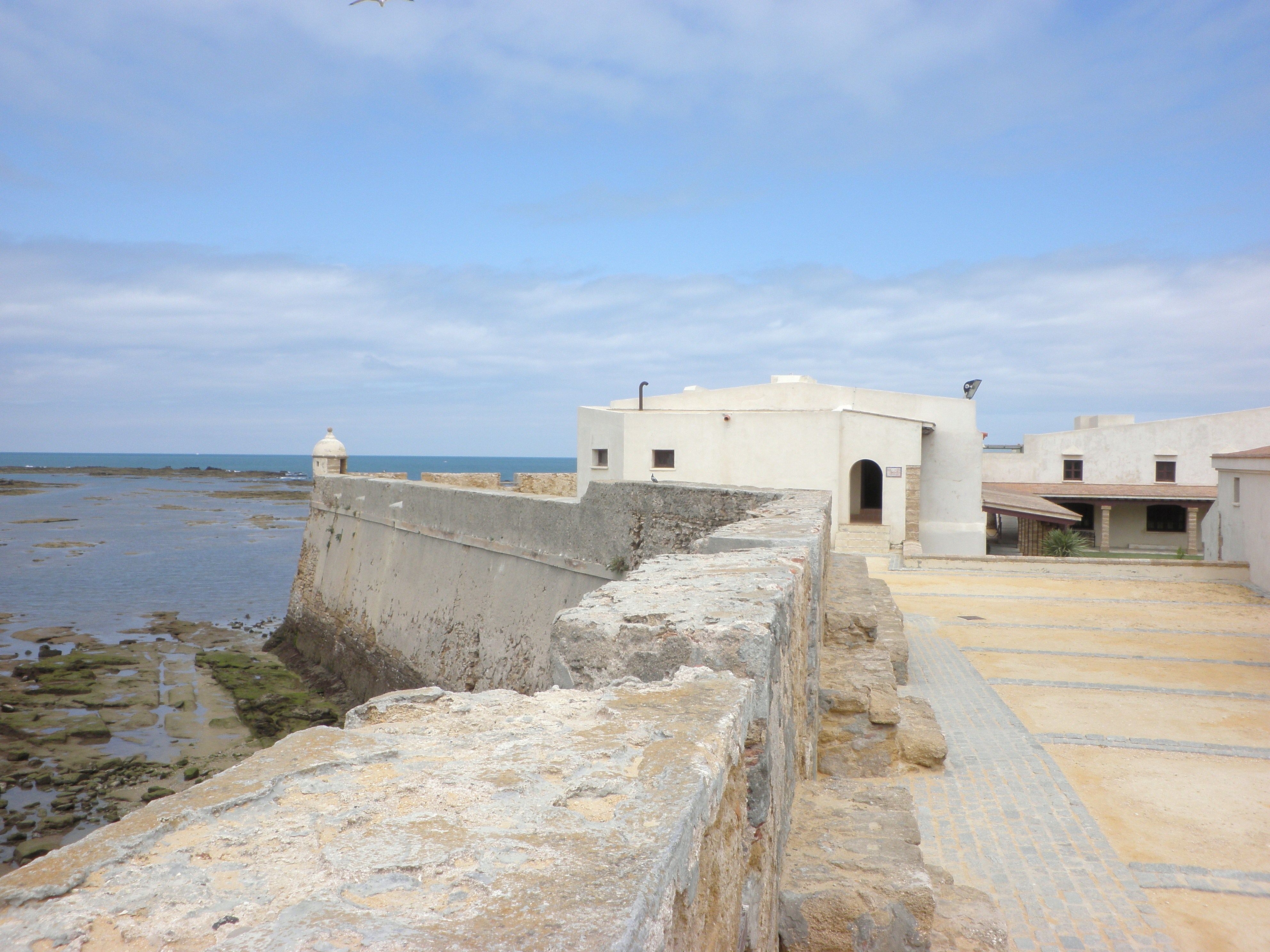
Castillo de Santa Catalina, Cádiz.

#### Arquitectura defensiva

##### Frente defensivo de la Bahía
Aunque durante buena parte de la Guerra de Independencia la iniciativa ofensiva correspondió al bando francés, las fuerzas españolas sitiadas en Cádiz dispusieron una serie de emplazamientos con los que devolvían el fuego enemigo y apoyaban a las embarcaciones que transitaban la bahía gaditana. Desde el primer momento de la guerra, con la lucha contra la armada de Rosilly, este frente jugó un importante papel. 
- Castillo de San Lorenzo del Puntal: fuerte de planta ovalada precedido por dos baluartes entre los que se encuentra la puerta de acceso, cuyos orígenes se remontan a finales del siglo XVI y principios del XVII.
- Batería de la Segunda Aguada: construcción del siglo XVII, reedificada debido a la guerra con Francia. Conserva restos de un muro circular que se reconstruye posteriormente.
- Batería de la Primera Aguada: es una construcción del siglo XVII, reedificada con motivo de la guerra con Francia.
- Baluarte de Santiago: se trata de una construcción del siglo XVIII en el interior de la ciudad de Cádiz, cercana a la Puerta de Tierra y que viene a reforzar las defensas ya existentes.
- Fuerte de la Cortadura: jugó un papel defensivo y psicológico, ya que, en el hipotético caso de que San Fernando cayese en manos francesas, este fuerte impedía el acceso a la isla gaditana. Un fuerte creado en 1808 y del que sólo se construyó tres baluartes de los cinco proyectados; dos de éstos formaban un frente principal, mientras que el tercero, que ahora separa las playas de La Victoria y de La Cortadura, constituía el flanco sur.

##### Frente defensivo de Puerta Tierra
La última defensa de Cádiz en caso de que los franceses hubiesen podido tomar San Fernando y atravesar el fuerte de La Cortadura habría sido Puerta Tierra, un baluarte que daba acceso a la ciudad. Está flanqueado al oriente por el Baluarte de Santa Elena y al occidente por el Baluarte de San Roque. Los bienes que componen este frente corresponden a los numerados en la relación con los números 27, 28 y 29.
- Baluarte de Puerta Tierra: construido en el siglo XVIII, permitía el acceso a la ciudad.
- Baluarte de Santa Elena: defendía el acceso por tierra oriental de posibles ataques por el flanco o por la bahía. Un lienzo de muralla le unía al Baluarte principal, si bien dichas murallas han sido perforadas para permitir el tránsito de vehículos.
- Baluarte de San Roque: defendía el acceso por tierra occidental de posibles ataques por el flanco o por la bahía. Un lienzo de muralla le unía al Baluarte principal, si bien dichas murallas han sido perforadas para permitir el tránsito de vehículos, y el propio baluarte fue dividido en dos mitades para permitir el tráfico.
- Baluarte de La Candelaria: jugó un papel defensivo y psicológico, ya que disuadía a los franceses de intentar un asalto marítimo con sus lanchas cañoneras y, al mismo tiempo protegía el paso de las embarcaciones que arribaban a Cádiz con pertrechos o personajes. Fue construida en 1672 aprovechando una elevada punta de tierra, siendo su planta triangular, de tal manera que sus cañones controlan la entrada y salida a la Bahía.
- Torre Tavira: la Torre Tavira jugó un importante papel para conocer las posiciones y acciones de los sitiadores, ya que permitía conocer el resultado de los choques navales contra las cañoneras francesas mucho más rápidamente. Se sitúa en la zona más alta del casco histórico de Cádiz. Fue levantada en el siglo XVIII, y forma parte de un inmueble de estilo barroco.
- Torre-Campanario de la iglesia de San Francisco: desde el campanario de San Francisco se podía observar en la noche el centelleo de los cañones franceses al ser disparados, haciéndose sonar en dicho momento las campanas a modo de primitivo pero aun así práctico sistema de alarma antibombardeos. Los gaditanos huían entonces a los barrios seguros, evitándose así un número mayor de víctimas. La iglesia a la que pertenece la torre es de estilo Barroco, y forma parte del convento de San Francisco, fundado en 1566, aunque su fisonomía actual corresponde a una restauración de 1699.

##### Frente defensivo de La Caleta
Esta línea de fortificaciones protegía uno de los escasos accesos por mar que poseía la ciudad de Cádiz. La imposibilidad de los ingleses de tomar la ciudad gracias a tan magníficas defensas ayudó y la negativa de la ciudad de Cádiz a ceder el mando de la defensa a los británicos permitió que la urbe siguiese perteneciendo a España. Los bienes que componen este perímetro corresponden a los numerados en la relación con los números 33, 34, 35, 36, 37.
- Baluarte de Los Mártires: se encuentra mirando al océano Atlántico al norte de la ciudad de Cádiz, junto a la puerta de La Caleta, y fue construido en 1676.
- Castillo de San Sebastián: tras el saqueo inglés de finales del siglo XVI, el lugar se destinó al actual castillo, reconstruyéndose la torre en 1613 y haciendo a su vez los servicios de faro para los navegantes. Consta de dos espacios abaluartados asentados en cada una de las isletas y posee parapetos, cañoneras, dos fosos de agua y puentes levadizos.
- Baluarte de San Pedro: es una pequeña construcción gemela al Baluarte de San Pablo que se alza frente a la playa de La Caleta, unido a este por una muralla de mediados del siglo XVI.
- Baluarte de San Pablo: es una pequeña construcción gemela al Baluarte de San Pedro que se alza frente a la playa de La Caleta, unido a éste por una muralla de mediados del siglo XVI.
- Castillo de Santa Catalina: iniciado a finales del siglo XVI, su conjunto tiene forma pentagonal, lo que hacía más difícil el asalto a la fortificación.
- Murallas de San Carlos: las murallas de San Carlos fueron unas de las últimas defensas levantadas para proteger la ciudad de Cádiz, artillándose la parte superior de las mismas con cerca de un centenar de cañones. Fueron finalizadas en 1784, estando formada por un muro corrido en forma de ángulo, lo que da la impresión de que son dos murallas en lugar de una sola, originalmente rellenas con cincuenta y cinco bóvedas. En el siglo XX se abrieron unos arcos para la circulación de vehículos.

#### Edificios y lugares asociados a la Constitución de 1812
- Parroquia de Nuestra Señora del Carmen: en ella se celebraron solemnes misas para pedir la ayuda de la divinidad, tanto a la llegada de las Cortes a la ciudad de Cádiz como durante la proclamación de la Constitución. La Iglesia es dieciochesca de estilo barroco, con planta de cruz latina y coronada con dos espadañas laterales.
- Oratorio de San Felipe Neri: el Oratorio fue elegido como hemiciclo en el que continuar las reuniones de las Cortes Constituyentes, celebrándose la primera sesión el 24 de febrero de 1811. En su exterior se hizo una de las promulgaciones de la Constitución la tarde del 19 de marzo de 1812. El oratorio es una obra de estilo barroco inaugurada por primera vez en 1719, pero tras el terremoto de Lisboa del año 1755, tuvo que ser reconstruida y se vuelve a inaugurar en 1764. El edificio ofrece gran sobriedad con una planta elíptica encajonada, y una austera fachada, sólo alterada por el gran número de placas conmemorativas que rodean el conjunto y que lo dotan de gran personalidad. La simetría de esta queda rota por el pequeño campanario de planta cuadrada ubicado en la esquina derecha, el cual no posee remate alguno.
- Palacio de la Diputación Provincial: en dicho edificio estuvieron situados los despachos del Consejo de Regencia, representantes del monarca ausente durante los años de la Guerra de Independencia, coincidiendo con el periodo en el que las Cortes se reunieron en la ciudad de Cádiz. Se trata de un edificio plenamente neoclásico, construido entre 1770 y 1784, resulta muy sobrio y simétrico. El alzado está compuesto por tres pisos, y en la fachada resalta en cada uno de ellos la alternancia de vanos entre pilastras gigantes y estriadas. La fachada se remata con una cornisa sobre la que se eleva un antepecho coronado por un frontón curvo en la zona frontal. De planta rectangular, el espacio interior se organiza en torno a dos patios cuadrangulares.
- Patio del Hospital de Mujeres: en dicho patio se celebraron las elecciones en las que se escogió a parte de los diputados que representarían a la ciudad de Cádiz y Algeciras en las Cortes Constituyentes. De estilo barroco, el patio del hospital como todo el conjunto, se construye a principios del siglo XVIII y será el elemento organizador del edificio donde destacan las columnas toscanas que soportan la arquería, que se presentan de tres en tres en cada lado del patio. En uno de los laterales se dispone la escalera de estilo imperial que es la que separa el patio de la parte noble del edificio.
- Edificio Valcárcel: este hospicio gaditano fue habilitado para albergar las oficinas del gobierno, permitiendo así que las instituciones del reino siguieran funcionando, entre ellas algunas tan importantes como la Casa de la Moneda. El edificio se comienza a levantar en el año 1730, pero por falta de financiación no se levanta hasta 1763. De planta cuadrada con patio interior, el material empleado es la piedra ostionera y el estilo constructivo el neoclásico, resulta visible en su gran fachada.
- Ayuntamiento de Cádiz: fue la sede del gobierno municipal gaditano, y desde su entrada se realizó la jura de lealtad a Fernando VII, que simbolizaba la ruptura con la monarquía josefina impuesta por el imperio francés. Nos encontramos con un edificio de formas plenamente neoclásicas, muy ordenado y simétrico, cuyo estilo se encontraba vigente en la época (1799).
- Café Apolo: los Cafés conforman lugares de confrontación política y de debate. Existía un gran número en el Cádiz de la época. Uno de ellos, aún reconocible es el antiguo Café Apolo, que situado en el centro de la ciudad, era de los más frecuentados. Se trata de un palacete de estilo isabelino. El edificio dispone de cuatro plantas, cinco calles y cubierta plana. Fueron destinadas al Café la planta baja y el entresuelo.
- Lugar de la Tertulia de Margarita López de Morla: este es un caso ejemplar de mujeres ilustradas, como Margarita López, que lideraron los movimientos de tertulias políticas y literarias. Las tertulias transcurren en espacios domésticos y privados y se originan en el siglo XVIII. Gozarán en esta época de su máximo esplendor. Esta era de corte liberal, se hizo muy famosa. A ella acudían personajes ilustres y diputados como Argüelles, Alcalá Galiano, Gallardo. Se convirtió en un auténtico foro para el debate de las ideas. El edificio es una casa de tres plantas, construida a partir de la piedra ostionera autóctona. Presenta patio en el interior y su fachada balcones de hierro.
- Lugar de la Tertulia de Frasquita Larrea: la tertulia de Doña Frasquita comienza en 1811. Era de carácter conservador. En ella abundaban los temas patrióticos y literarios. Fue uno de los lugares de gran debate político y literario. A ella asistirán diputados del bando anti-reformista: Valiente, Estolaza, Torrero... El edificio presenta fachada con sillares de piedra ostionera pintada de gris. Dividido en tres cuerpos. El interior de la vivienda se distribuye en torno a un patio central.
- Calle Ancha: fue un lugar de reunión para los vecinos y viajeros, repleto de personalidades de la política, el ejército, comerciantes, donde se hacía ostentación del estatus y se comentaban las noticias del día, se debatía sobre la guerra y los discursos de las Cortes. Por parte de ella se hicieron los recorridos constitucionales. Se trata de la calle más ancha de todo el casco histórico de Cádiz, que destaca por el gran número de casas palaciegas de estilo neoclásico.
- Plaza San Antonio: además de configurarse como la plaza de armas de la ciudad, fue también un lugar emblemático y de interacción social. El enorme espacio abierto de 750 m² en planta cuadrada que ocupa esta plaza, presidida por la iglesia que da nombre al lugar, que presenta numerosos edificios palaciegos que en su día albergaron algunos de los centros civiles más importantes como el café Apolo, o el Casino Gaditano y la primera administración de Lotería Nacional. La plaza actúa como elemento organizador urbano, ya que de ella se sale a lugares importantes de Cádiz como la calle Ancha, la plaza del Mentidero o el cercano Oratorio de San Felipe Neri.
- Plaza del Mentidero: esta plaza fue lugar de refugio durante el bombardeo francés. Al sonar las campanas de alarma de la Iglesia de San Francisco, corrían a ella los gaditanos y demás habitantes para guarecerse del ataque de las tropas enemigas, ya que las bombas no alcanzaban este espacio, y por el mismo motivo, la población dormía en ella durante el verano. Se trata de una plaza de planta rectangular, en cuyo centro se encontraba un humilladero donde se ubicaba la Cruz de la Verdad, hoy día entre la plaza de San Antonio y los antiguos cuarteles de Carlos III.
- Casa de Argüelles: casa en la que se hospedó, Argüelles quien pasaría a la posteridad como el Patriarca de la Libertad o el apóstol de las doctrinas civilizadoras cuyo objeto sería la regeneración de los pueblos. Conocido entonces como El divino Argüelles, por sus cualidades oratorias, fue diputado por Asturias. Trató de abolir el comercio de esclavos y defendió con vehemencia las ideas liberales. En esta casa se redactó el preámbulo de la Constitución según reza en la placa conmemorativa. Se trata de una casa palaciega de estilo barroco, de cuatro plantas donde destaca su portada con un frontón partido, así como la simetría que presenta la fachada principal.
- Casa de las Cuatro Torres: ciertas medidas adoptadas por las cortes fueron aprobadas por influencia de la burguesía gaditana y como contrapartida a sus contribuciones económicas a la resistencia del asedio. Responde a la casa típica de comerciantes acomodados. Los cargadores de Indias preferían este tipo de casas por su remate de torres-miradores. Se trata de un edificio de singular arquitectura que responde al tipo de vivienda de comerciantes gaditanos del siglo XVIII. Destacan las torres-mirador dispuestas en cada una de las esquinas y que corresponden a las cuatro viviendas que en ella se disponen -cada una presenta su propio patio interior-, aunque al seguir un esquema idéntico, ofrecen una visión armónica y unitaria de todo el edificio.
- Casa de Comerciante: Cádiz fue en esta época un lugar de ebullición de nuevas ideas y una ciudad-puerto cosmopolita, abierta al mar, con un intenso comercio con las Américas, las provincias de ultramar y con otros países. Este inmueble representa la casa del comerciante de clase media, y de aquellos que fueron además diputados. Dispone de tres plantas y patio interior, la planta de abajo era para el negocio familiar y la primera para la familia, la segunda para los criados y servidumbre y la tercera para alquilar.
- Patio de vecinos de calle Salvoechea núm. 7: en los patios de vecinos bullía, a pequeña escala, la vida social. En ellos se comentaban las noticias de guerra, etc. Los patios de vecinos, aunque humildes, no renunciaban a la pasión gaditana por el teatro, y en ellos se representaban también sus obras entre actores más o menos espontáneos y muy populares en la ciudad. Este patio rectangular alberga dos pozos en uno de sus laterales.

- Drago: testigo vivo de los acontecimientos del XIX, pues se le atribuyen más de trescientos años de antigüedad. Su presencia en la calle Tinte en pleno corazón de la ciudad, se debe a la importancia en este lugar del comercio de tintes extraídos de dicha especie arbórea. El tronco es grueso, ramificado, presentando penachos apicales de hojas ensiformes y dispuestas en roseta. Es de dos metros de circunferencia en la base del tronco y de 8 metros de diámetro en la base de la copa.

- Monumento a las Cortes de Cádiz: fue pensado para ser levantado desde mediados del siglo XIX, pero por diferentes motivos no se construye hasta principios de siglo XX, siendo inaugurado en 1929. Se le encarga a Modesto López de Otero y Aniceto Marinas, quienes realizan una imponente obra con un gran carácter iconográfico, de estilo ecléctico, destacando los abundantes y grandes relieves y altura de las esculturas. La planta posee forma de hemiciclo. Los grupos escultóricos que flanquean el eje principal están dispuestos para que a la izquierda aparezcan los grupos que tienen un carácter bélico, mientras que las de la derecha sean figuras con un componente más político y de Paz, de tipo alegórico. En el centro se halla el sillón vacío sobre una tribuna, decorado con tres flores de lis en relieve, que alude a la figura del monarca exiliado, y tras el mencionado sillón aparece una estatua sobre pedestal, en el cual podemos leer “Constitución” y el relieve del escudo de las cortes. Representa una matrona clásica con unos atributos, la ley y la espada, que simbolizan la época de la Constitución y la Guerra. La parte trasera del conjunto es un homenaje a la importancia de Cádiz y América en la cortes. Se trata de la obra culmen del centenario que se ha convertido en uno de los monumentos más conocidos de la capital gaditana ya que entre otras cosas, fue pensado para ser el primer edificio con el que se topara todo aquel visitante que llegara a la ciudad por mar.

- Museo Iconográfico de las Cortes de Cádiz: se trata de un museo creado para la celebración del Centenario y en él podemos encontrar la mayor colección de obras y objetos relacionados con la constitución y guerra de 1812 destacando retratos de diputados, vistas del Cádiz de la época, caricaturas o armas de aquel momento. Fue inaugurado el 5 de octubre de 1912, aunque tuvo que ser cerrado tras la explosión de Cádiz del año 1947, reabriéndose en 1964. Tras algunos períodos de reformas, actualmente el museo está siendo objeto de una profunda remodelación de cara a la celebración del bicentenario constitucional y de la guerra. El edificio es de estilo neoclásico y fue levantado sobre dos fincas aledañas al Oratorio de San Felipe Neri.

- Busto de Ramón Power y Giralt: Ramón Power fue un conocido diputado puertorriqueño liberal que participó en las sesiones de cortes. Luchó por varios cambios como la abolición de la esclavitud. Su busto conmemorativo se encuentra en la Alameda Apodaca frente al mar, formando parte de ese conjunto de obras que se reparte por la ciudad, alusivas al 1812.

- Busto de José Mexía Lequerica: se trata de un busto idealizado del diputado por Santa Fe de Bogotá, y natural de Quito. Luchó por defender la situación de las colonias y la libertad de expresión y prensa. El busto en bronce descansa sobre un monolito de granito en la plaza de España frente al actual edificio de la Diputación provincial de Cádiz.

#### Itinerarios de las Procesiones Cívicas o Recorridos Constitucionales
El 19 de marzo de 1812, tras la promulgación de la Constitución en el Oratorio de San Felipe Neri, las autoridades salen a la calle para proclamarla en las denominadas procesiones cívicas. Se trata de un acto de enorme significado simbólico para toda la comunidad. La carta se ve refrendada por todo el cuerpo social que la vitorea en exaltación por las plazas y calles. Se proclama en voz alta en las plazas emblemáticas y el pueblo participa así de los acontecimientos. El espíritu de la Carta y sus principios inspiradores se integran de esta manera en el imaginario colectivo. Las procesiones cívicas vinieron acompañadas de salvas y festejos en toda la ciudad. Amén de la lluvia. 
- Itinerario de la Primera Procesión Cívica: Regencia, militares, nobleza y embajadores parten al encuentro de los diputados. Desde la Aduana Vieja (Consejo de la Regencia) subieron por la calle Rafael de la Viesca, antes calle el Consulado Viejo y, llegaron a la plaza de San Francisco. Desde allí, anduvieron un pequeño tramo del callejón del Tinte para enfilar la calle Sagasta, antes calle de la Amargura y, posteriormente la calle Ancha, que siguieron hasta llegar a San José. Siguiendo dicha calle llegaron al Oratorio de San Felipe Neri.
- Itinerario de la Segunda Procesión Cívica o Te Deum: todas las autoridades juntas parten a la Iglesia del Carmen para entonar un Te Deum. Salen del Oratorio de San Felipe Neri por la plaza del mismo nombre y, enfilan de la calle Santa Inés a la calle Torre o de la Torre y, de allí a la plaza San Antonio. Cruzan camino a la calle Buenos Aires o de Linares, hasta llegar a la Alameda Apodaca o Alameda y, siguen por la calle Marqués de Comillas o Alameda hasta llegar a la Iglesia del Carmen.
- Itinerario de la Tercera Procesión Cívica o Proclamación de la Constitución: tras la promulgación de la Constitución, a las cuatro de la tarde del 19 de marzo se saldrá y en con gran júbilo se proclamará en diferentes plazas y lugares públicos. El primer lugar será frente a la Aduana Vieja, y a continuación se encaminarán desde la actual Plaza de España (entonces inexistente) hasta la calle Fermín Salvoechea o del Cuartel de la Marina y garita de la Escalerilla, por la que desembocarán a la Alameda Apodaca recorriéndola entera, y prosiguiendo por la calle Marqués de Comillas para girar hacia la calle Bendición de Dios, que enfilarán hasta llegar a la Plaza del Mentidero, también conocida como Plazuela de la Cruz de la Verdad y del Mentidero. Y en esta, se hará una segunda proclamación pública de la Constitución con los vítores de los ciudadanos. Terminado este acto se partirá por la calle Veedor para llegar hasta la plaza San Antonio. Allí se hará la tercera Proclamación. Tras esta, cruzarán hacia la calle Torre y girarán por la calle Santa Inés, y de ahí a la plaza del Oratorio de San Felipe Neri, donde tendrá lugar una cuarta proclamación. A su término enfilarán por la calle San José y de ahí hasta la calle Ancha, y hacia la calle Sagasta o de la Amargura en dirección a la plaza de San Francisco. Cruzarán la plaza y bajarán por la calle Rafael de la Viesca o del Consulado Viejo, hasta la Aduana Vieja.

### El Puerto de Santa María

#### Arquitectura defensiva
- Castillo de Santa Catalina: era uno de los castillos que guardaba el acceso a la Bahía de Cádiz. Al ser tomado por las fuerzas francesas sirvió para hostigar con la artillería a la ciudad de Cádiz. Presenta una planta de forma poligonal.

### Chiclana de la Frontera

#### Arquitectura defensiva
- Loma del Puerco: en ella se libró la batalla de Chiclana, que fue una victoria técnica española pero que no logró levantar el sitio francés de Cádiz. La zona es una franja de terreno cercana a la ahora Urbanización Novo Sancti Petri. La torre que allí se encuentra posee una planta de forma cilíndrica. Los restos pertenecen a una línea de baterías orientadas al sur y hacia la entrada de la bahía.
- Iglesia de San Juan Bautista: la iglesia, aún sin terminar, fue utilizada por las tropas francesas como uno de sus cuarteles durante su estancia en Chiclana de la Frontera. Es una iglesia barroca del siglo XVIII levantada sobre las ruinas de una iglesia anterior. Está organizada mediante las clásicas pilastras adosadas de orden jónico con guirnaldas y la portada es de dos cuerpos de altura, la baja con parejas de columnas corintias en zig-zag.

### Puerto Real

#### Arquitectura defensiva
- Frente Defensivo de la Bahía: los castillos de San Luis y de Matagorda, protegían el acceso a la Bahía de Cádiz desde Puerto Real. En un principio los españoles los controlaban todos, y gracias a ellos impidieron que la armada de Rosilly abandonase la Bahía de Cádiz en 1808. Pero posteriormente estas dos fortificaciones caerían en manos de los franceses, y desde ellas la parte de extramuros de la ciudad.

- El Castillo de San Luis: el Castillo de San Luis era una fortificación completamente cerrada, del siglo XVII.
- Castillo de Matagorda: la primera estructura del castillo de Matagorda fue levantada en 1691 y se construyó como un rectángulo que enfrentaba toda la ciudad de Cádiz, siendo la posición ideal para controlar tanto la entrada como la salida de embarcaciones de la Bahía.

### Patrimonio mueble

#### Patrimonio documental y bibliográfico
Los bienes muebles alusivos al patrimonio documental y bibliográfico, incluidos en este Sitio Histórico son una selección representativa y destacada del ingente patrimonio documental y bibliográfico generado en este periodo histórico y en las efemérides del mismo. Refieren a asuntos del gobierno municipal del periodo constitucional y a nuevas fórmulas de participación vecinal o elecciones, a proclamas de la Guerra de la Independencia, a tributación, a escritos sobre industria y agricultura, a quintas y milicia nacional, alistamientos y reglamentos de cuerpos militares, a reformas de las construcciones y líneas defensivas, a diarios de Cortes, a ejemplares de la Constitución, a disquisiciones sobre el Tribunal de la Inquisición, a himnos patrióticos, a odas, poemas, obras de teatro y, glosas conmemorativas del primer centenario de 1810 a 1813. 
- Conjunto del Fondo del Archivo Municipal de San Fernando: contiene información relativa al gobierno municipal (Juntas de Gobierno o Actas Capitulares), los efectivos materiales o personales enviados a los ejércitos (Quintas), las medidas tomadas para mantener el orden de la población, o las nuevas fórmulas de participación vecinal respecto a la gestión de lo público (Elecciones).

- Conjunto del Fondo del Archivo Histórico Municipal de Cádiz: documentación relacionada con el gobierno municipal (Juntas de Gobierno o Actas Capitulares), el recuento y caracterización de la población (Padrones de habitantes y transeúntes), las cuestiones económicas (Tesorería), los efectivos materiales o personales enviados a los ejércitos (Quintas o Hacienda), las reformas o construcciones de espacios defensivos (Obras y Urbanismo), o las nuevas fórmulas de participación vecinal respecto a la gestión de lo público (Elecciones), constituyen una vía de acercamiento a la situación de guerra y revolución.

- Conjunto del Fondo del Archivo Histórico Municipal de El Puerto de Santa María: contiene documentación relacionada con el gobierno municipal (Juntas de Gobierno o Actas Capitulares), el recuento y caracterización de la población (Padrones de habitantes), las cuestiones económicas (Contribuciones), o los efectivos materiales o personales enviados a los ejércitos (Suministros y Quintas), que constituyen una vía de acercamiento privilegiada para conocer la realidad.

- Conjunto del Fondo del Archivo Histórico Municipal de Chiclana de la Frontera: contiene la documentación relacionada con el gobierno municipal (Actas Capitulares), con las distintas conductas manifestadas ante la presencia francesa (expedientes de depuración), los efectivos materiales o personales enviados a los ejércitos (requisición de caballos y alistamiento de vecinos), o las fórmulas de participación vecinal respecto a la gestión de lo público (Elecciones), lo cual revela la realidad y experiencia de aquellos vecinos.

- Conjunto del Fondo del Archivo Histórico Municipal de Puerto Real: contiene documentación relacionada con el gobierno municipal (Actas Capitulares), el recuento y caracterización de la población (Padrones de habitantes), las distintas conductas ante la presencia francesa o los efectos materiales de la invasión (Secretaría), las cuestiones económicas (Contribuciones), los efectivos materiales o personales enviados a los ejércitos (Suministros y Quintas), las reformas o construcciones de espacios defensivos (Obras y Urbanismo), o las nuevas fórmulas de participación vecinal respecto a la gestión de lo público (Elecciones) que contextualizan la situación de guerra y la revolución.

- Conjunto del Fondo documental y bibliográfico de la Diputación Provincial de Cádiz: alberga el Fondo del Gobierno Civil de Cádiz. La Diputación se constituiría en piedra angular de la organización territorial del Estado liberal, esta se implanta en virtud a lo estipulado tanto por las Cortes como por la propia Constitución de 1812. La documentación que se conserva en este fondo corresponde a esta primera época, aunque escasa, es de gran importancia pues revela los primeros trabajos, los novedosos instrumentos de gobierno y gestión aparecidos.

- Conjunto del Fondo del Archivo Histórico Provincial de Cádiz: conserva el Fondo de la Junta de Sanidad de Cádiz, una institución que se dedicó principalmente a preservar la salud de la población frente a enfermedades catastróficas, como las epidemias que amenazaban a aquellos que habitaban espacios costeros. Además, contiene el Fondo de los Protocolos Notariales de Cádiz, Chiclana de la Frontera, El Puerto de Santa María, Puerto Real y San Fernando y la colección de José Pettenghi Estrada.

- Conjunto Fondo documental y bibliográfico de la Fundación Casa Medina Sidonia: trata de aspectos muy variados y que resulte particularmente interesante para aquellos territorios en los que venía detentando tradicionalmente la función jurisdiccional, y eso a pesar de las alteraciones que las Cortes de Cádiz y la Constitución de 1812 traerían respecto al ejercicio de la propia jurisdicción señorial.

- Conjunto de la Biblioteca Municipal José Celestino Mutis: contiene un conjunto bibliográficodocumental de contenido político-jurídico e institucional, militar, defensivo y de orden público, económico, sobre prensa, imprenta y opinión pública, eclesiástico, literario, propagandístico y conmemorativo y sobre cuestiones varias (como la vida cotidiana y salud pública).

- Conjunto del conjunto bibliográfico y documental de la Biblioteca Pública de Cádiz.

- Conjunto conjunto bibliográfico y documental de la Biblioteca de la Fundación Federico Joly Höhr.

- Conjunto bibliográfico y documental de la Biblioteca de temas gaditanos Juvencio Maeztu.

- Conjunto del Fondo de Estudios Constitucionales 1812.

- Conjunto Biblioteca de la Real Academia Hispano Americana de Ciencias, Artes y Letras: conjunto bibliográfico-documental de contenido político-jurídico, institucional, eclesiástico y literario

- Conjunto Biblioteca Almirante General Lobo: contenido bibliográfico-documental sobre cuestiones político-jurídicas, institucionales y relacionadas con la opinión pública, publicado durante la celebración del primer centenario.

- Conjunto Fundación Provincial de Cultura (Cádiz): conjunto bibliográfico-documental publicado durante la celebración del primer centenario.

#### Objetos muebles conmemorativos y de condecoración

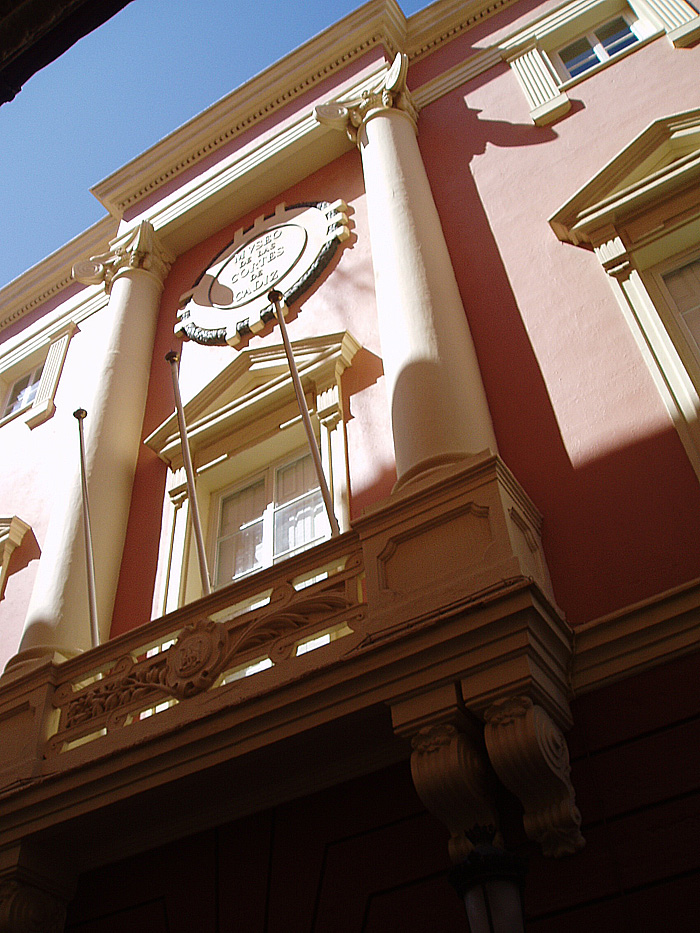
Museo de las Cortes de Cádiz.

Conjunto de retratos, fotografías, armas de artillería, uniformes, condecoraciones y hojas de méritos, monedas conmemorativas, urna electoral de la constitución y ejemplares de esta con sus respectivas cajas, fajines de ceremonias, canción marcial, billetes de lotería nacional, prendas de vestir, bando público, cuadros historicistas.
- Conjunto del Museo Municipal de San Fernando: contiene entre sus fondos numerosos objetos pertenecientes a la época que guardan relación con la celebración de las Cortes y el centenario del mismo.

- Conjunto del Museo Iconográfico e Histórico de las Cortes y Sitio de Cádiz: dentro del museo Iconográfico e Histórico de las Cortes y Sitio de Cádiz encontramos la mayor colección de bienes muebles relacionados con la constitución, Guerra de la Independencia y sitio de Cádiz, destacando retratos de personajes ilustres y diputados, y armas de la época.

- Conjunto del Museo Provincial de Cádiz: contiene el conjunto de bienes muebles referidos a: retrato, bando público y medallas conmemorativas y el Cuadro de la Junta de 1810 de Rodríguez Barcaza.

#### Muebles adscritos a la arquitectura defensiva
- Conjunto de cañones y balas del Puente Zuazo: los cañones del puente Zuazo son un total de diecisiete piezas de artillería y dos balas, todas ellas de hierro fundido, encontradas durante las obras realizadas en las inmediaciones de la Batería de Alburquerque.